# Open GDF Suez de Limoges 2014 - Doppio
Viktorija Golubic e Magda Linette erano le detentrici del titolo ma non hanno partecipato a questa edizione del torneo.
Il doppio del torneo di tennis Open GDF Suez de Limoges 2014, facente parte della categoria WTA 125s, ha avuto come vincitrici Kateřina Siniaková e Renata Voráčová che hanno battuto in finale Tímea Babos e Kristina Mladenovic per 2-6, 6-2, [10-5].

## Teste di serie
1. Tímea Babos /  Kristina Mladenovic (finale)
2. Klaudia Jans-Ignacik/  Andreja Klepač (semifinale)

1. Lara Arruabarrena /  Oksana Kalašnikova (semifinale)
2. Kateřina Siniaková /  Renata Voráčová (campionesse)

## Tabellone

### Legenda
| - Q = Qualificato - WC = Wild card - LL = Lucky loser | - ALT = Alternate - SE = Special Exempt - PR = Protected Ranking | - w/o = Walkover - r = Ritirato - d = Squalificato |

|  | Quarti di finale | Quarti di finale             | Quarti di finale             | Quarti di finale             | Quarti di finale |  |  | Semifinali                   | Semifinali                   | Semifinali                   | Semifinali             | Semifinali |   |      | Finale               | Finale               | Finale | Finale | Finale |  |
|  |                  |                              |                              |                              |                  |  |  |                              |                              |                              |                        |            |   |      |                      |                      |        |        |        |  |
|  | 1                | T Babos K Mladenovic         | T Babos K Mladenovic         | 6                            | 6                |  |  |                              |                              |                              |                        |            |   |      |                      |                      |        |        |        |  |
|  |                  | L Kičenok N Kičenok          | L Kičenok N Kičenok          | 3                            | 3                |  |  | T Babos K Mladenovic         | T Babos K Mladenovic         | T Babos K Mladenovic         | 6                      | 6          |   |      |                      |                      |        |        |        |  |
|  | 3                | L Arruabarrena O Kalašnikova | L Arruabarrena O Kalašnikova | L Arruabarrena O Kalašnikova | w/o              |  |  | L Arruabarrena O Kalašnikova | L Arruabarrena O Kalašnikova | L Arruabarrena O Kalašnikova | 4                      | 2          |   |      |                      |                      |        |        |        |  |
|  |                  | M Niculescu A Sasnovič       | M Niculescu A Sasnovič       | M Niculescu A Sasnovič       |                  |  |  |                              |                              |                              |                        |            |   |      | T Babos K Mladenovic | T Babos K Mladenovic | 6      | 2      | [5]    |  |
|  |                  | R Olaru V Solov'ëva          | R Olaru V Solov'ëva          | 4                            | 3                |  |  |                              |                              | K Siniaková R Voráčová       | K Siniaková R Voráčová | 2          | 6 | [10] |                      |                      |        |        |        |  |
|  | 4                | K Siniaková R Voráčová       | K Siniaková R Voráčová       | 6                            | 6                |  |  | K Siniaková R Voráčová       | K Siniaková R Voráčová       | 6                            | 6                      | [12]       |   |      |                      |                      |        |        |        |  |
|  |                  | E Hrdinová T Smitková        | E Hrdinová T Smitková        | 5                            | 2                |  |  | K Jans-Ignacik A Klepač      | K Jans-Ignacik A Klepač      | 7                            | 4                      | [10]       |   |      |                      |                      |        |        |        |  |
|  | 2                | K Jans-Ignacik A Klepač      | K Jans-Ignacik A Klepač      | 7                            | 6                |  |  |                              |                              |                              |                        |            |   |      |                      |                      |        |        |        |  |